# 21750 Тартакагаші
21750 Тартакагаші (21750 Tartakahashi) — астероїд головного поясу, відкритий 9 вересня 1999 року.
Тіссеранів параметр щодо Юпітера — 3,621.